# Kampffische
Die Kampffische (Betta) stellen eine Gattung kleinbleibender Süßwasserfische innerhalb der Labyrinthfische (Anabantoidei) dar, deren größte Art, Betta unimaculata, eine Gesamtlänge von 160 mm nicht überschreitet.
Wie alle Labyrinthfische verfügen die Arten der Gattung Betta über ein Labyrinthorgan zur Aufnahme von atmosphärischem Sauerstoff, welches ihnen ermöglicht auch enorm sauerstoffarme Süßgewässer zu besiedeln (z. B. in Reisanbaugebieten in Südostasien).
Alle Arten ernähren sich vorwiegend von kleinen Wasserinsekten und Weichtieren und betreiben Brutpflege.
Einige Kampffische – insbesondere die Männchen – zeichnen sich durch eine ausgesprochene Farbenpracht aus und erfreuen sich deshalb großer Beliebtheit als Aquarienfische, zumal diese Arten meist nur geringe Ansprüche an die Haltungsbedingungen stellen und deshalb auch einem Anfänger in der Aquaristik empfohlen werden können.
Um den Überblick über die artenreiche Gattung zu erleichtern, gruppiert man einander ähnliche Arten in Formenkreisen.

## Allgemeines zur GattungBetta

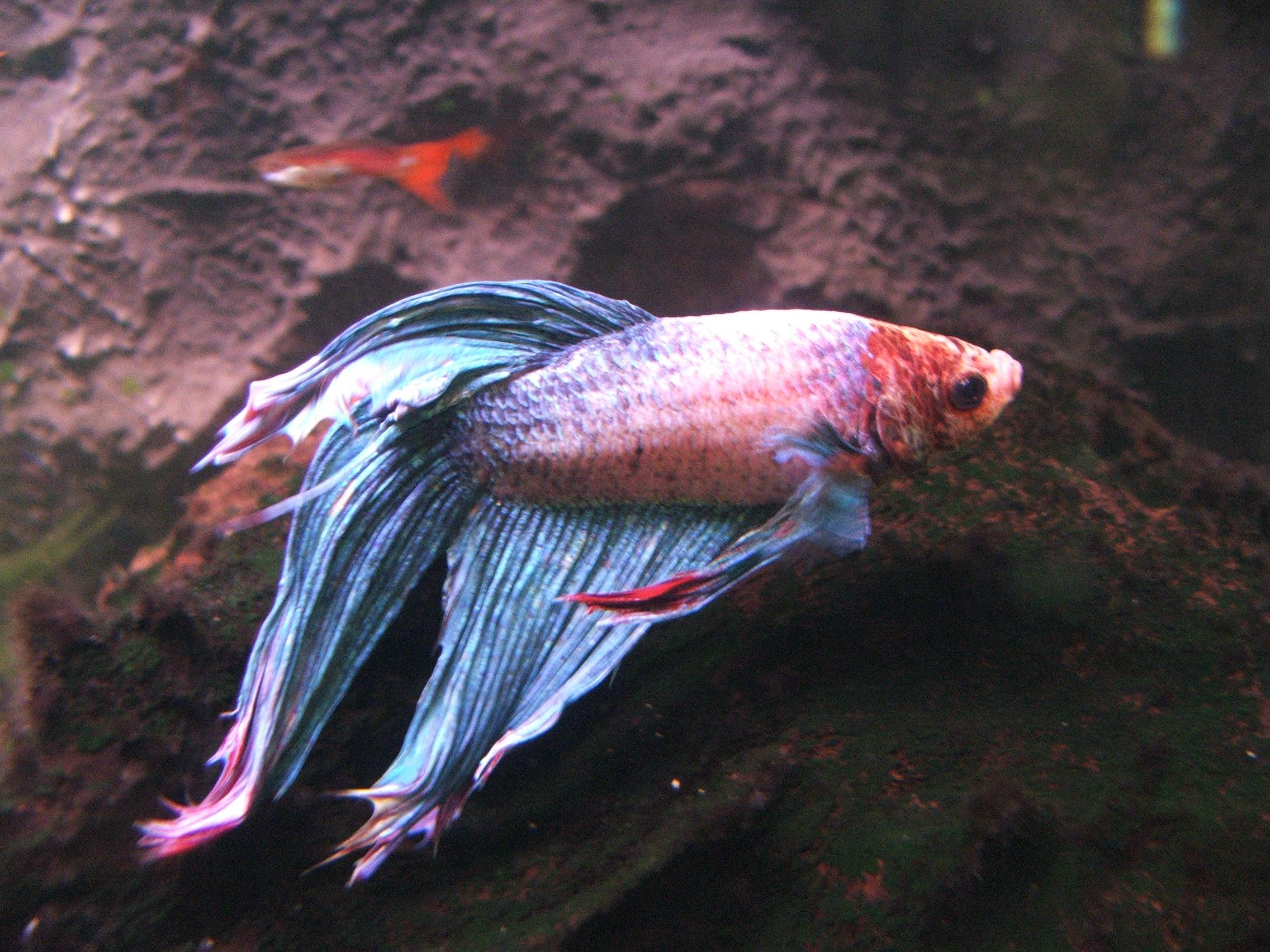
Betta splendens Zuchtform

Ihren Trivialnamen verdanken die Kampffische der thailändischen Tradition, Männchen einiger Arten (Betta splendens, Betta imbellis, Betta smaragdina und Hybride daraus) für Fischkämpfe einzusetzen, die sich bis heute großer Beliebtheit erfreuen.
Insbesondere der von Natur aus mit einem hohen Aggressionspotential ausgestattete siamesische Kampffisch (Betta splendens) wurde für die Pflege dieser Tradition domestiziert. „Nebenprodukt“ dieser Domestikation ist der Schleierkampffisch, der sich durch die gezielte Weiterzucht weltweit als Aquarienfisch etabliert hat und mittlerweile eine Vielzahl verschiedener Zuchtformen in seiner Art aufweist; Experten unterscheiden die verschiedenen Rassen besonders nach Form und Größe der Schwanzflosse.
Der wissenschaftliche Gattungsname Betta leitet sich vom javanesischen Begriff wader bettah oder ikan bettah ab und wurde 1878 von Bleeker für die Beschreibung von Betta picta verwendet. In Thai werden sie auch als Trey Krem oder Pla-kad bezeichnet.
In der Natur erreichen insbesondere die kleineren Kampffisch-Arten kein hohes Alter, da sie natürlichen Bedrohungen wie Fressfeinden, Parasitenbefall und Krankheiten unterliegen.

## Verbreitungsgebiet
Die Gattung ist über große Teile Südostasiens verbreitet und besiedelt sowohl stehende als auch fließende Süßwasserbiotope unterschiedlichster Wasserbeschaffenheit.
Das Verbreitungsgebiet der Kampffische erstreckt sich von den Inseln um Bali nach Indonesien (inklusive der Inseln Sumatra, Borneo und Java) über die malaiische Halbinsel nach Laos, Vietnam, Myanmar, Thailand und Kambodscha.

## Systematik

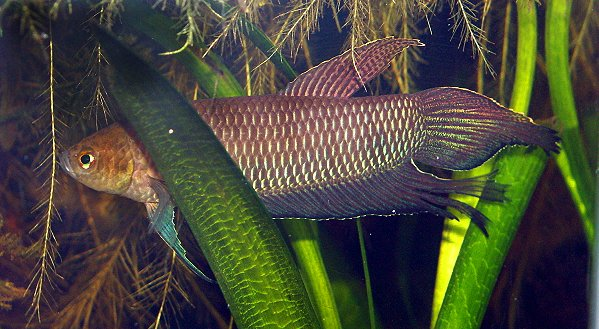
Betta simorum

Die Gattung Betta wurde im Jahr 1850 durch den niederländischen Ichthyologen Pieter Bleeker eingeführt.  Die Typusart ist Betta trifasciata, heute ein Synonym von Betta picta. Betta gehört zur Familie Osphronemidae und dort zur Unterfamilie Macropodusinae (Großflosser). Die Familie Osphronemidae gehört in die Ordnung der Kletterfischartigen (Anabantiformes).

## Fortpflanzungsstrategien

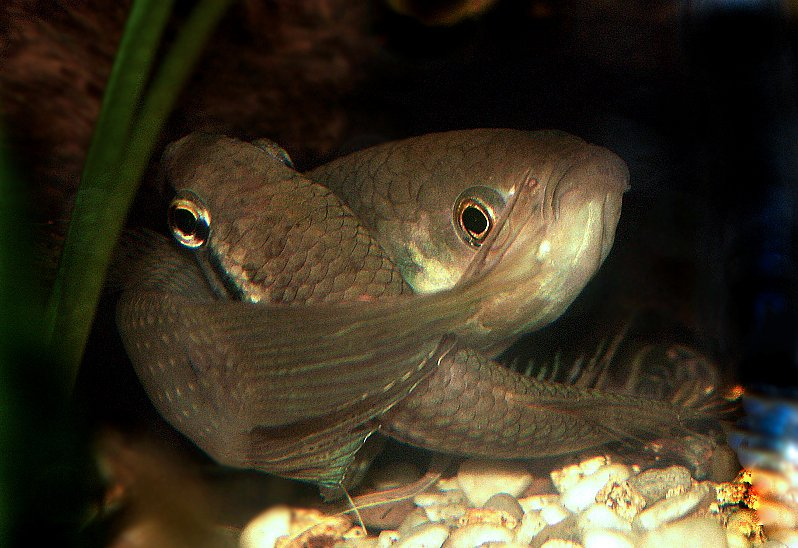
Betta fusca bei der Paarung

Bei den Kampffischen unterscheidet man zwei grundsätzliche Fortpflanzungsstrategien: zum einen die Maulbrutpflege, zum anderen die Brutpflege im Schaumnest.
In beiden Fällen kümmert sich primär das Männchen um die Brutpflege, während die Weibchen nur sekundär an der Aufzucht der Jungen beteiligt sind und sich in einigen Fällen um die Verteidigung des Reviers und des brütenden Männchens kümmern. Manche Arten bekämpfen und vertreiben auch das Weibchen nach der Eiablage und Befruchtung; besonders bei der Brutpflege mit einem Schaumnest. Erfahrene Aquarianer setzen in diesem Fall das Weibchen in ein anderes Becken, zum einen, um dieses zu schützen, zum anderen, um zu verhindern, dass das aufziehende Männchen sein Schaumnest durch zu viele stressende Störungen schließlich selbst zerstört.

### Brutpflege im Schaumnest
Die Strategie der Brutpflege im Schaumnest gilt in der Gattung der Kampffische als die ursprünglichere Fortpflanzungsstrategie.
Man findet diese Form der Jungenaufzucht vor allem bei Arten aus stehenden Gewässern.
Das bezeichnende Schaumnest ist ein Gebilde aus Luftblasen, die vom Männchen an der Wasseroberfläche aufgenommen, im Maul mit einem speziellen Sekret ummantelt und dann an einer geeigneten Stelle (meist unter Pflanzen an der Wasseroberfläche, seltener in Höhlen) zu einem losen Nest zusammengefügt werden. Je nach Spezies und individuellem Charakter des Männchens kann die Größe des Nests von einigen wenigen Luftblasen bis hin zu verhältnismäßig großen Gebilden von mehreren Zentimetern Durchmesser und Höhe reichen.
Der Laichvorgang geht in der Regel direkt unter dem fertiggestellten Nest vonstatten, in welches das Männchen die befruchteten Eier nach jeder einzelnen Paarung verbringt und es so lange bewacht, bis die Jungen geschlüpft sind und frei schwimmen (in den meisten Fällen 3 – 5 Tage).
Schaumnestbauende Betta-Arten sind zumeist klein (3 – 6 cm Standardlänge, eine Ausnahme hierbei bildet der B.bellica-Formenkreis) und farblich verhältnismäßig intensiv und lebhaft gefärbt, viele Arten bilden zudem irisierende Glanzschuppen aus.
Insbesondere zur Laichzeit gebärden sich einige dieser Arten ausgesprochen aggressiv gegenüber Artgenossen.
Typische Vertreter der schaumnestbauenden Arten sind:
- Siamesischer Kampffisch (Betta splendens)
- Betta bellica
- Weinroter Kampffisch (Betta coccina)

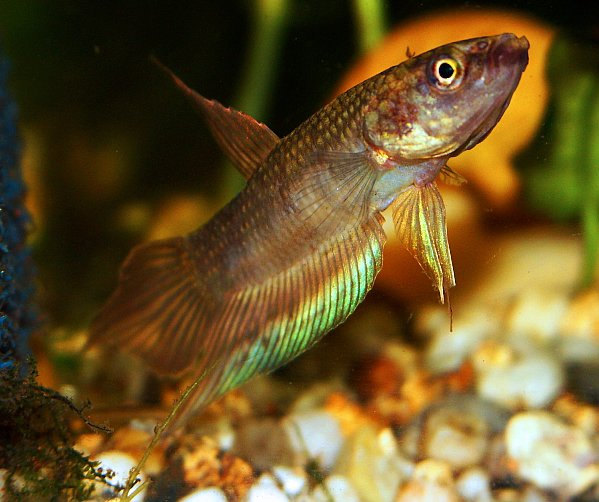
Betta dimidiata

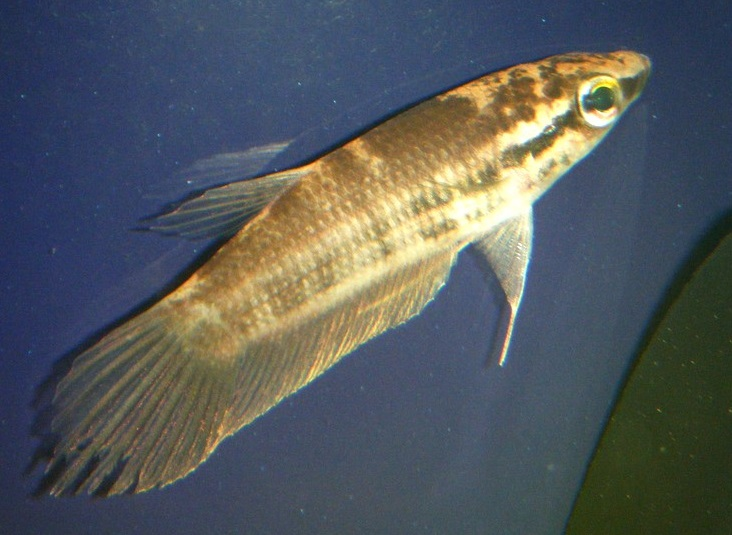
Betta pugnax

### Maulbrutpflege
Die Maulbrutpflege gilt im Allgemeinen als Anpassung an ein Leben in Gewässern mit Oberflächenströmung, in denen ein Schaumnest keinen Halt finden würde.
Das Männchen nimmt dabei die befruchteten Eier nach der Paarung in sein Maul (häufig lässt sich dabei eine Verhaltensweise namens „Eier vorspucken“ beobachten, bei der das Weibchen die Eier nach der Paarung aufsammelt und sie dem Männchen vor das Maul spuckt) und beschützt sie dadurch bis zum Ausschlüpfen und Freischwimmen der Jungen.
Die Maulbrutpflege dauert im Normalfall deutlich länger als die Brutpflege im Schaumnest (je nach Art etwa 10 – 20 Tage).
Die Maulbrüter stellen in der Gattung Betta die deutlich größere Gruppe.
Typische Vertreter der maulbrütenden Arten sind:
- Maulbrütender Kampffisch (Betta pugnax)
- Betta dimidiata
- Betta picta
- Betta unimaculata

### Ausnahmen und Übergangsformen
Als Übergangsformen zwischen schaumnestbauenden und maulbrütenden Betta gelten in erster Linie die Arten aus dem B. foerschi-Formenkreis.
Man nahm ursprünglich an, es würde sich bei B. foerschi um einen schaumnestbauenden Kampffisch handeln, da Körper- und Kopfform darauf schließen lassen – bei näherer Beobachtung stellte sich aber heraus, dass die Art zu den Maulbrütern gezählt werden muss, obgleich sich im Ablaichverhalten viele Parallelen zu schaumnestbauenden Arten abzeichnen.
Eine Ausnahme unter den schaumnestbauenden Arten bildet darüber hinaus eine Population von Betta brownorum aus West-Kalimantan. Während alle anderen bekannten Populationen von B. brownorum Schaumnester bauen, betreibt diese Variante Maulbrutpflege.

## Arten (in Formenkreisen)

### Akarensis-Formenkreis

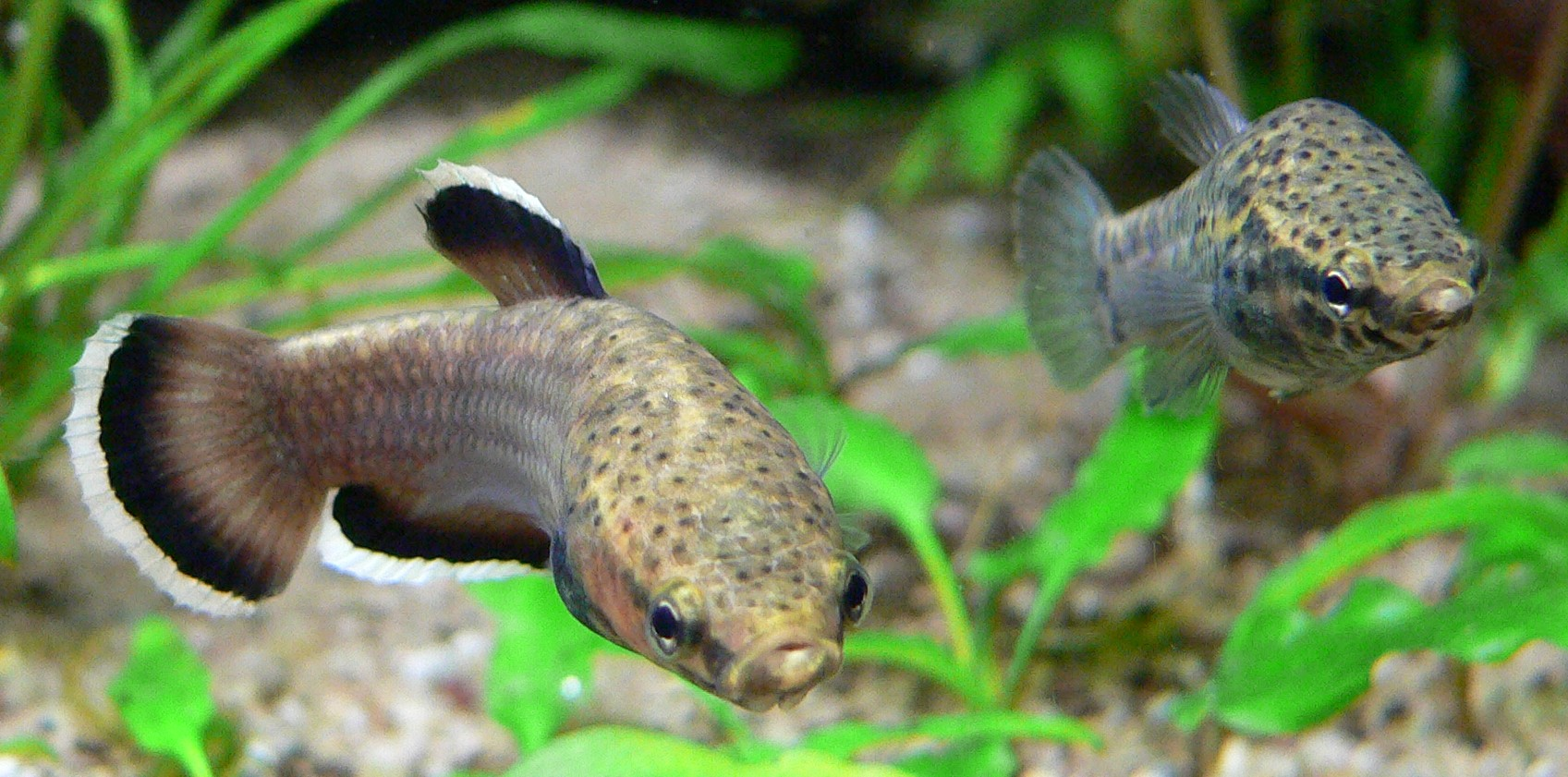
Betta albimarginata

- Betta akarensis Regan, 1910
- Betta antonii Tan & Ng, 2006
- Betta aurigans Tam & Lim, 2004
- Betta balunga Herre, 1940
- Betta chini Ng, 1993
- Betta ibanorum Tan & Ng, 2004
- Betta pinguis Tan & Kottelat, 1998
- Betta obscura Tan & Ng, 2005

### Albimarginata-Formenkreis
- Weißsaum-Zwergkampffisch (Betta albimarginata Kottelat & Ng, 1994)
- Roter Laubkampffisch (Betta channoides Kottelat & Ng, 1994 )

### Anabantoides-Formenkreis
- Betta anabatoides Bleeker, 1851

### Bellica-Formenkreis

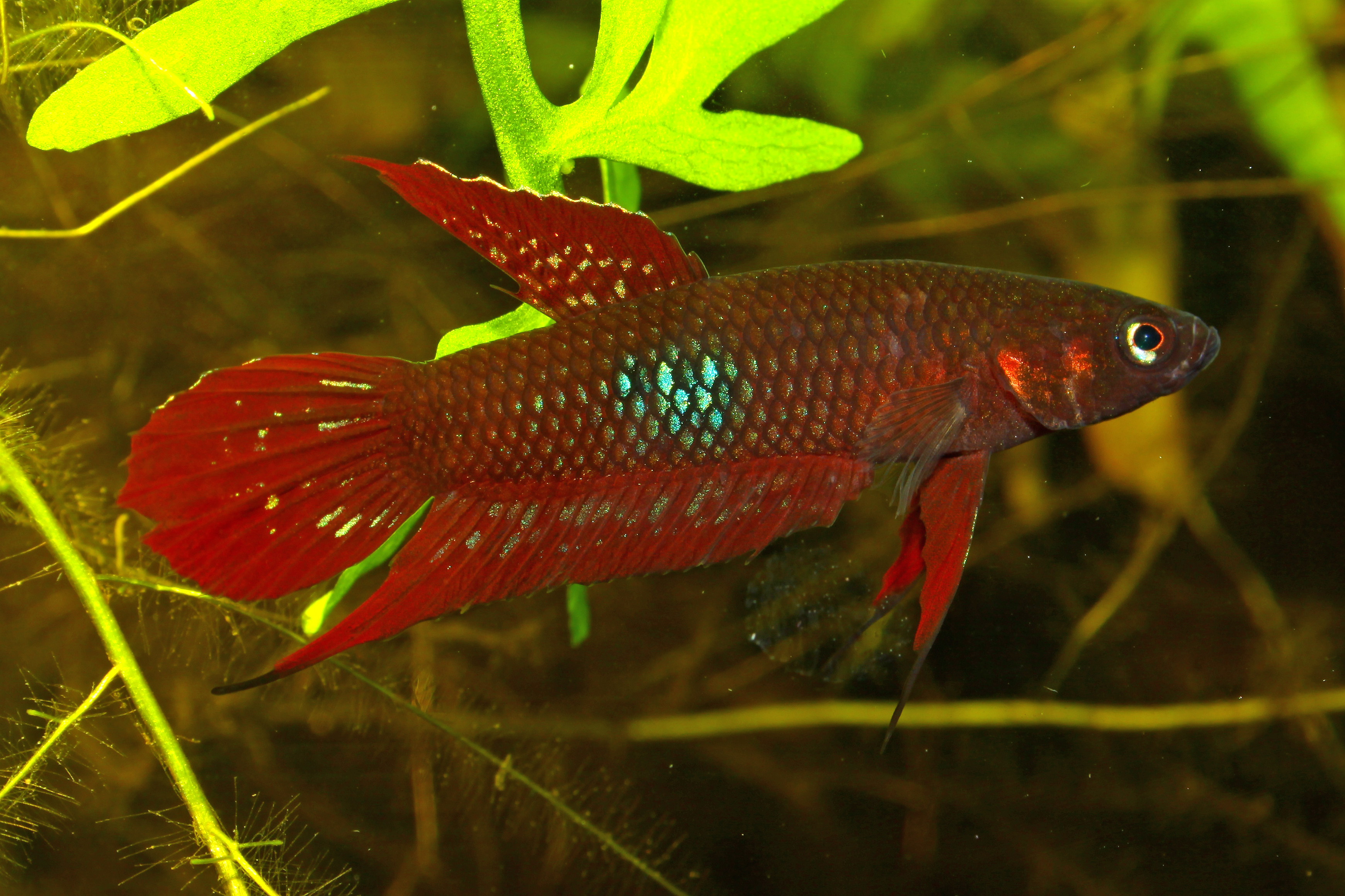
Betta coccina (männlich)

- Betta bellica Sauvage, 1884
- Betta simorum Tan & Ng, 1996

### Coccina-Formenkreis
- Betta brownorum Witte & Schmidt, 1992
- Betta burdigala Kottelat & Ng, 1994
- Weinroter Kampffisch (Betta coccina Vierke, 1979)

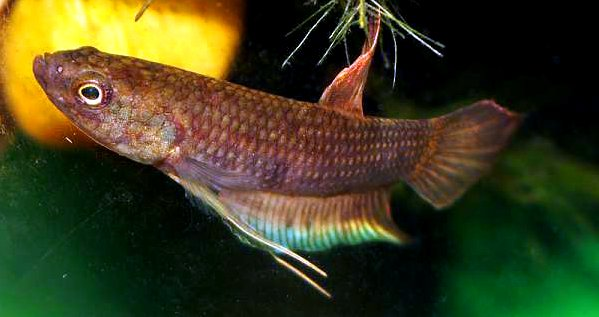
Betta dimidiata

- Betta hendra Schindler & Linke, 2013
- Betta livida Ng & Kottelat, 1992
- Betta miniopinna Tan & Tan, 1994
- Betta persephone Schaller, 1986
- Betta rutilans Witte & Kottelat, 1991
- Betta tussyae Schaller, 1985
- Betta uberis Tan & Ng, 2006

### Dimidiata-Formenkreis
- Betta dimidiata Roberts, 1989
- Betta krataios Tan & Ng, 2006

### Edithae-Formenkreis

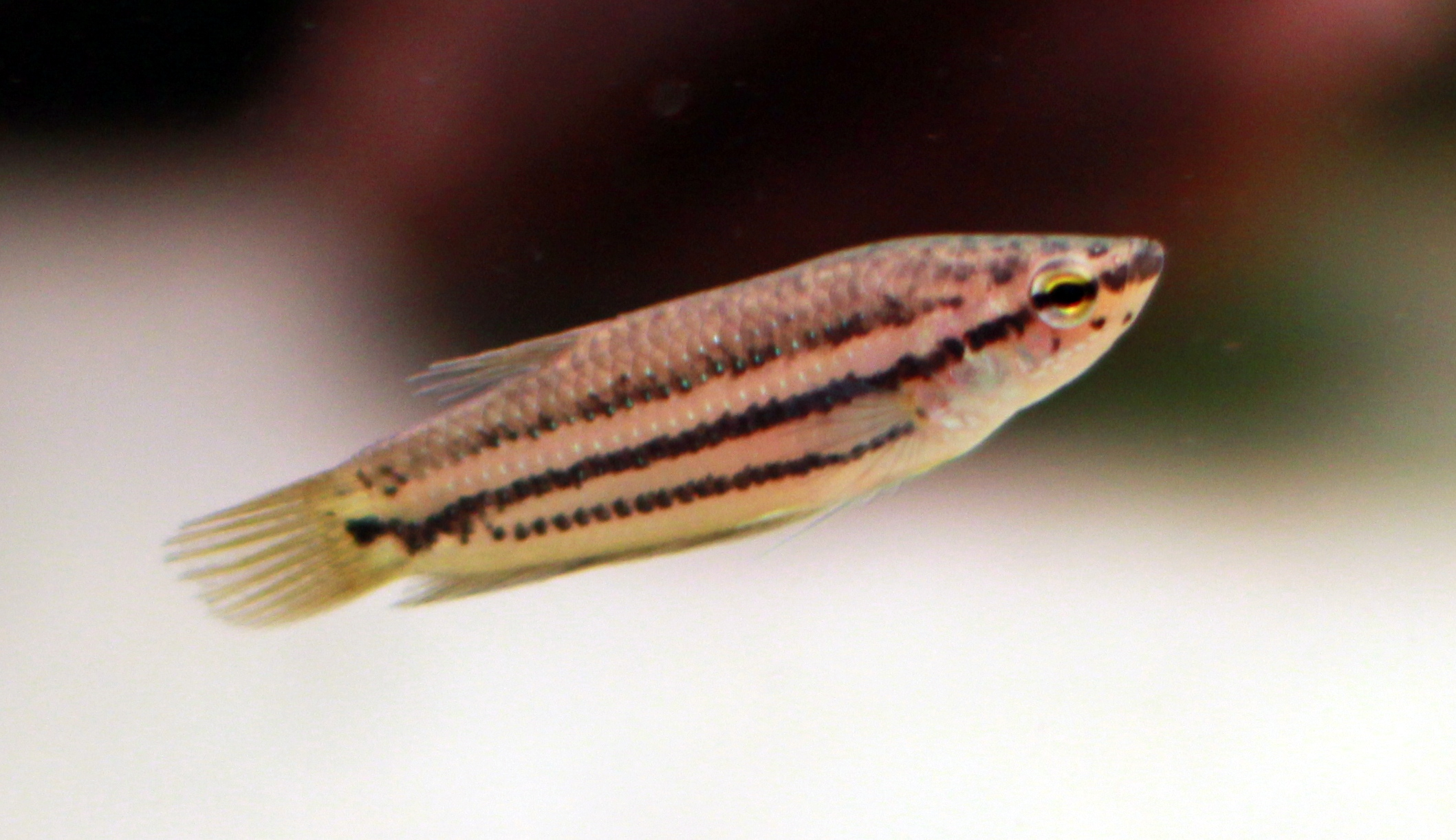
Betta edithae

- Ediths Kampffisch (Betta edithae Vierke, 1984)

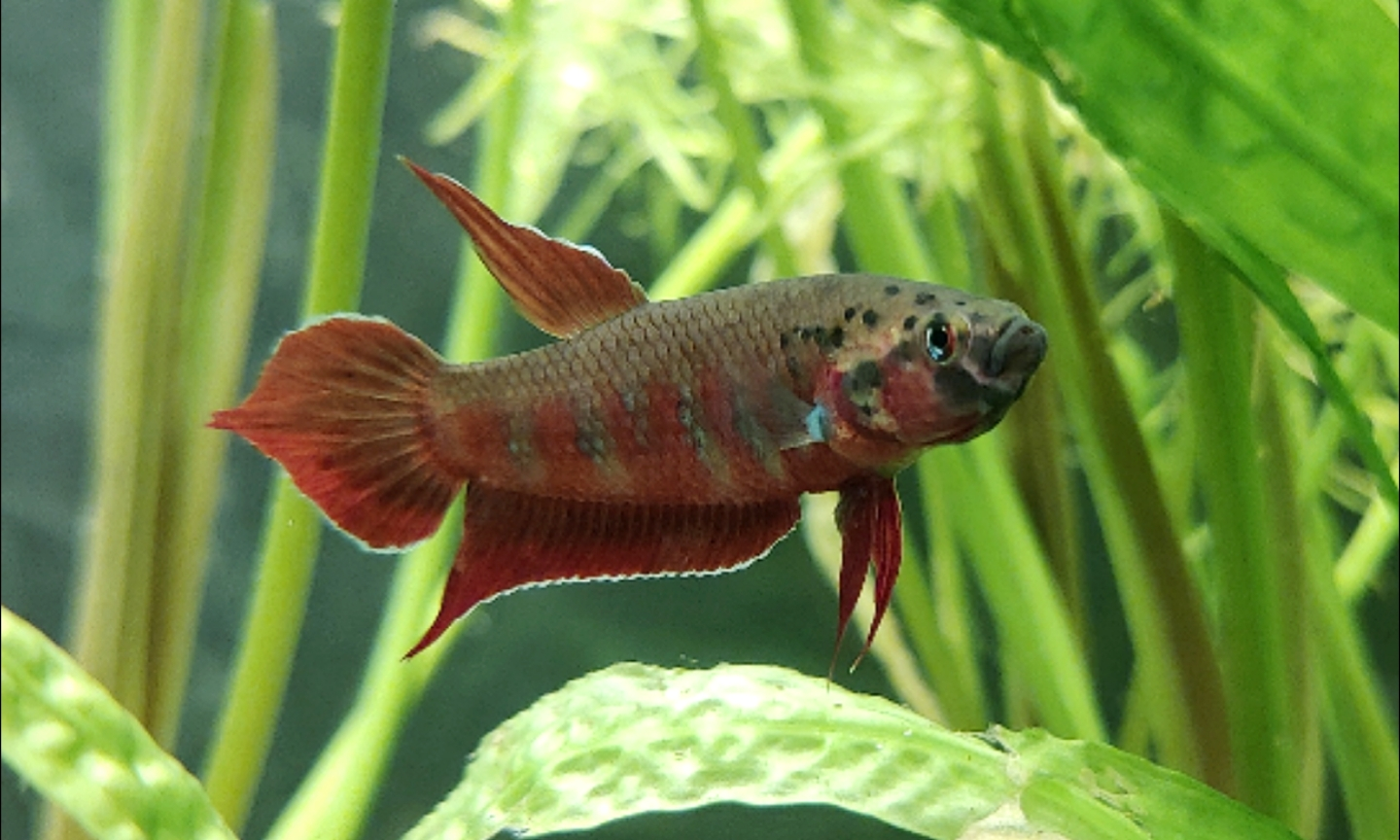
Betta rubra, Männchen

### Foerschi-Formenkreis
- Betta dennisyongi Tan, 2013
- Betta foerschi Vierke, 1979
- Betta strohi Schaller & Kottelat, 1989
- Betta mandor Tan & Ng, 2006
- Betta rubra Perugia, 1893

### Picta-Formenkreis

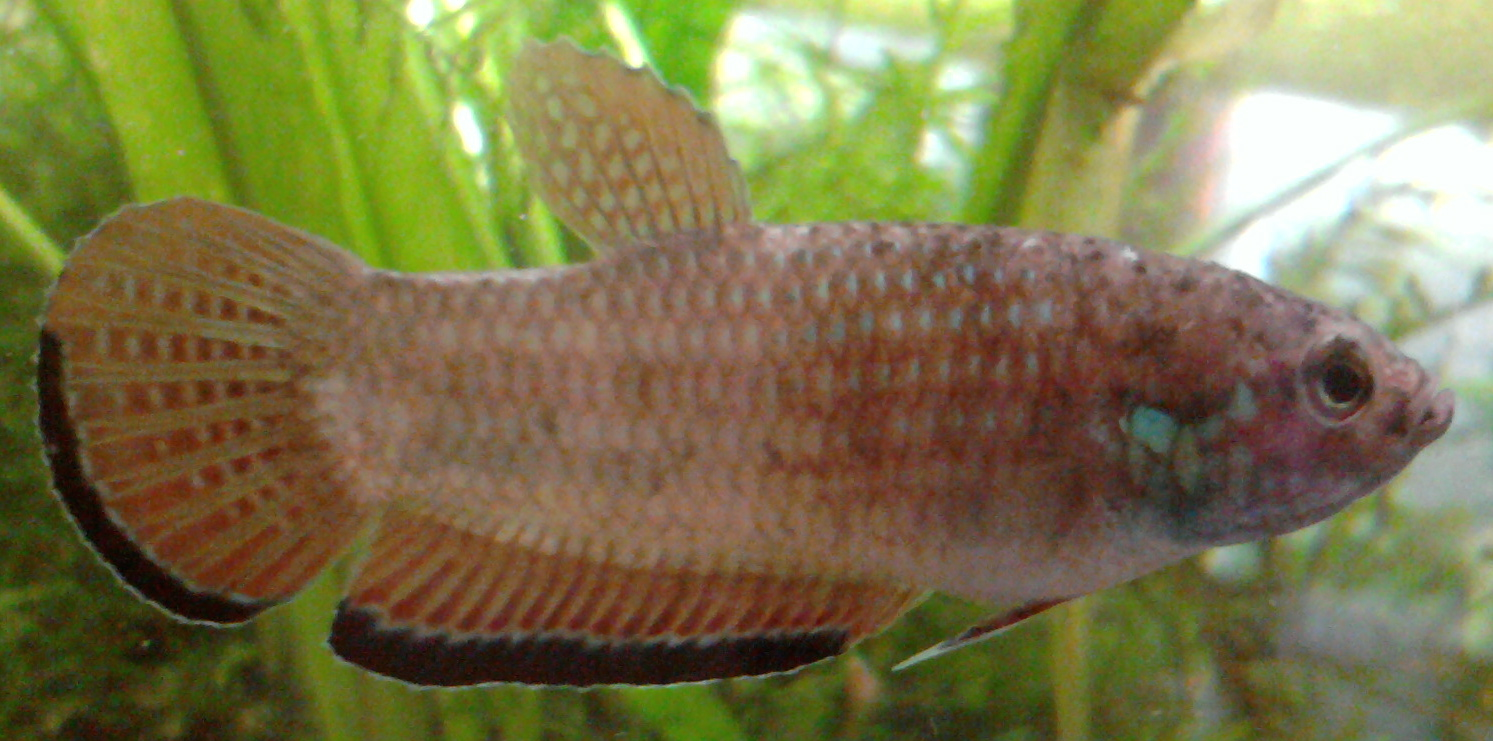
Betta simplex

- Betta falx Tan & Kottelat 1998
- Betta picta Valenciennes, 1846
- Betta trifasciata Bleeker, 1850
- Betta simplex Kottelat, 1994
- Betta taeniata Regan, 1910

### Pugnax-Formenkreis

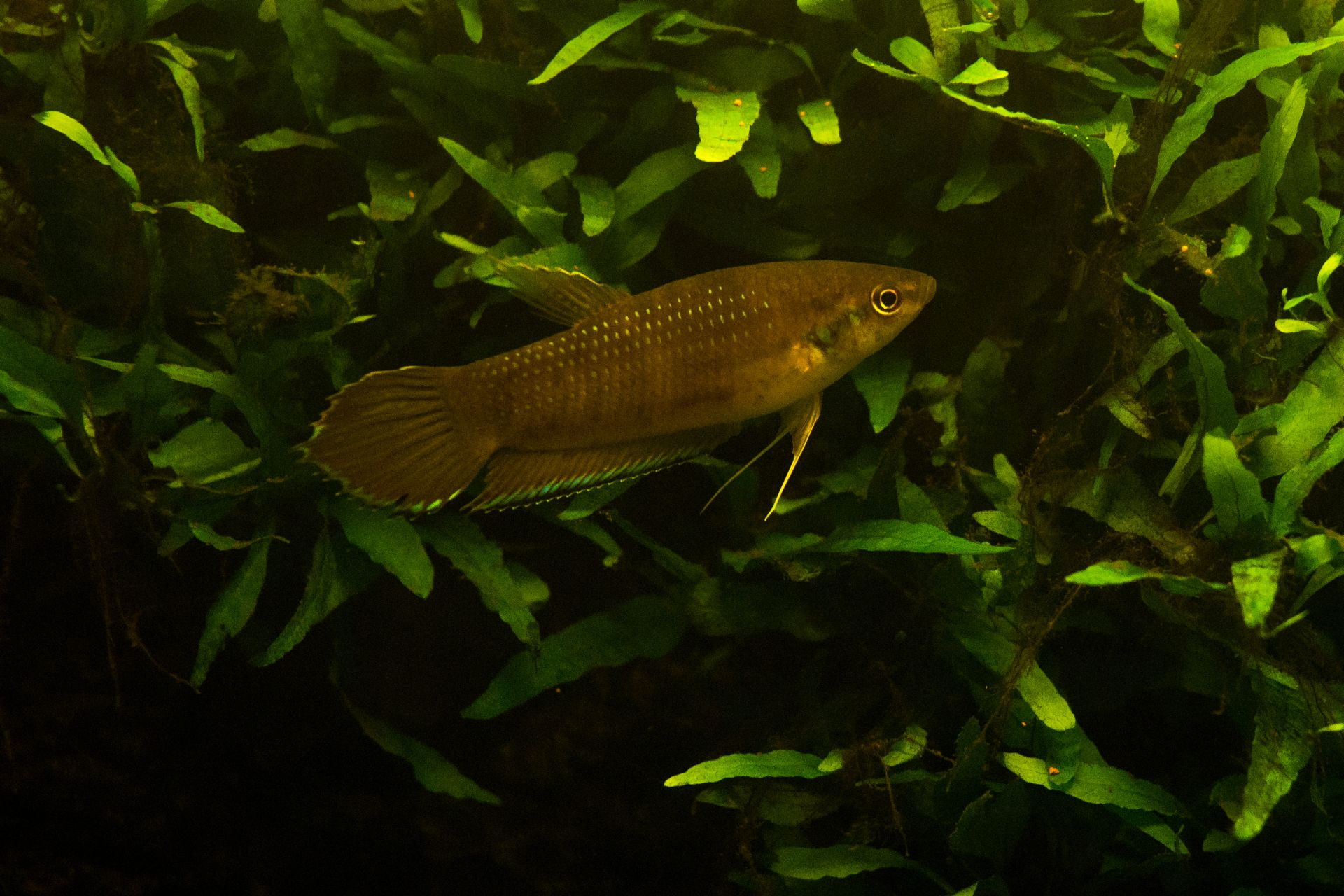
Betta enisae

- Betta apollon Schindler & Schmidt, 2006
- Betta breviobesus Tan & Kottelat, 1998
- Betta cracens Tan & Ng, 2005
- Betta enisae Kottelat, 1995
- Betta ferox Schindler & Schmidt, 2006
- Betta fusca Regan, 1910
- Betta lehi Tan & Ng, 2005
- Betta pallida Schindler & Schmidt, 2004
- Betta prima Kottelat, 1994
- Betta pugnax Cantor, 1849
- Betta pulchra Tan & Tan, 1996
- Betta schalleri Kottelat & Ng, 1994

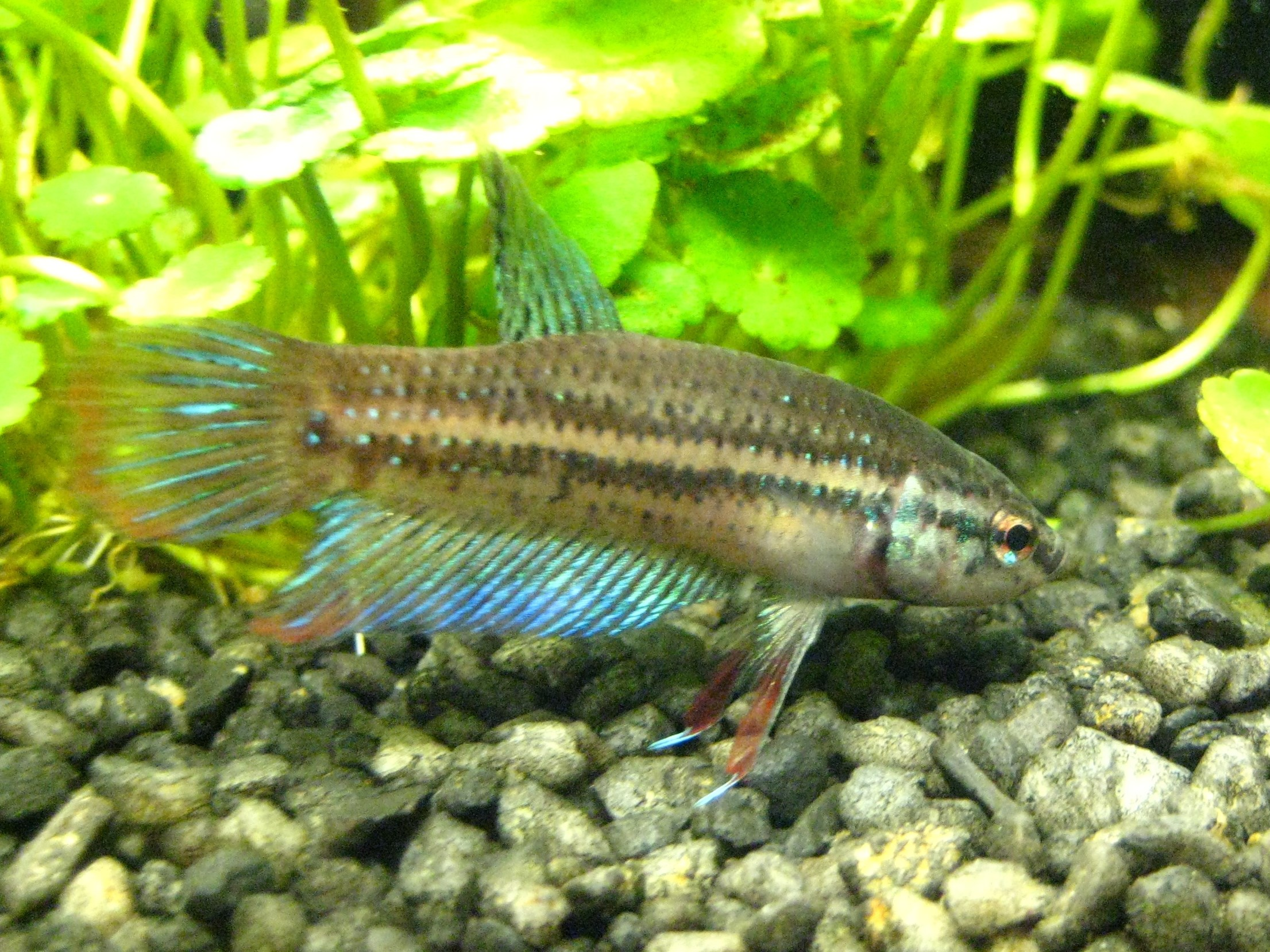
Betta imbellis (männlich)

- Betta stigmosa Tan & Ng, 2005
- Betta raja Tan & Ng, 2005

### Splendens-Formenkreis
- Friedlicher Kampffisch (Betta imbellis Ladiges, 1975)
- Betta mahachaiensis Kowasupat et al., 2012
- Betta siamorientalis Kowasupat et al., 2012
- Smaragd-Kampffisch (Betta smaragdina Ladiges, 1972)
- Siamesischer Kampffisch (Betta splendens Regan, 1910)

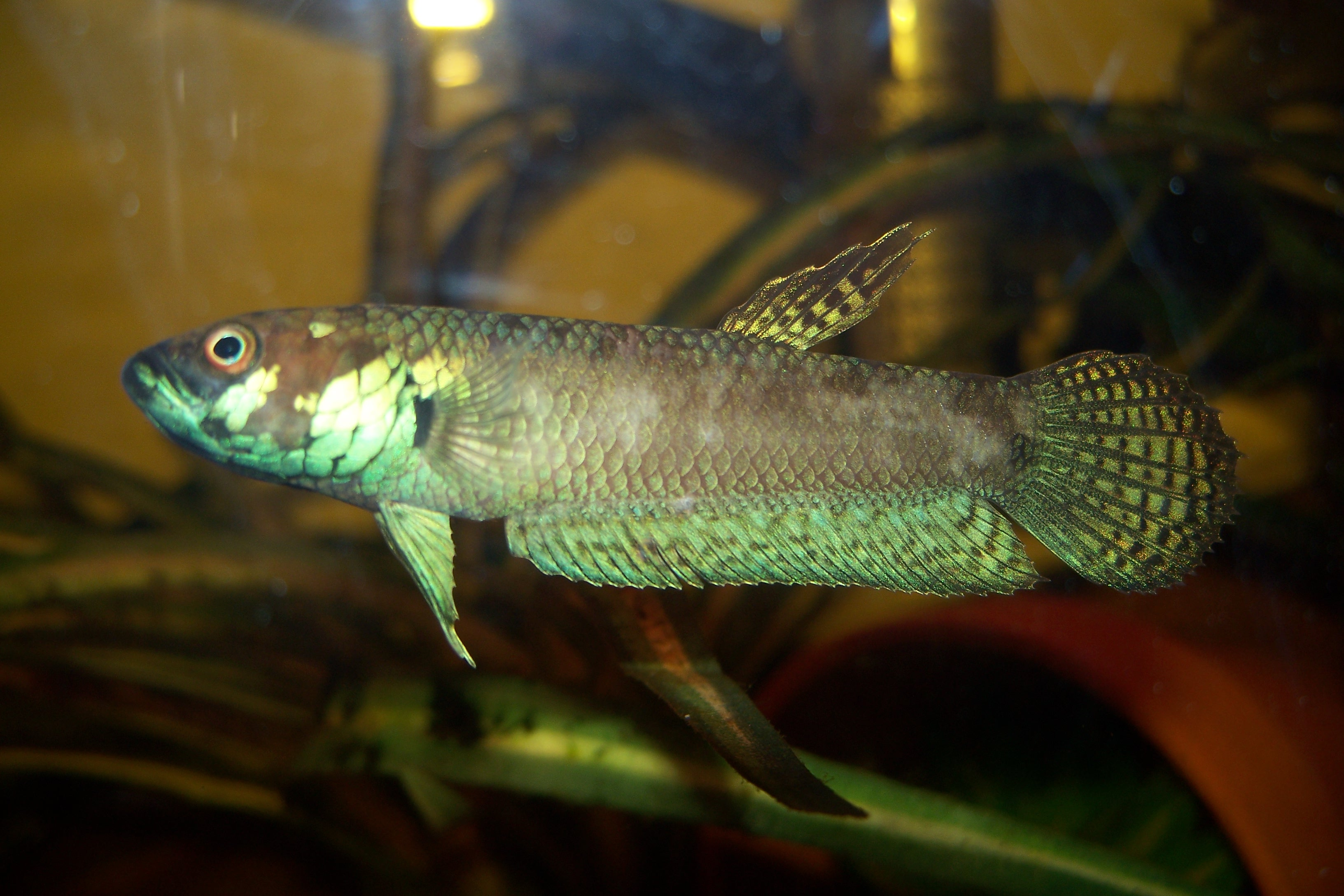
Betta pallifina, Männchen

- Betta stiktos Tan & Ng, 2005

### Unimaculata-Formenkreis
- Betta compuncta Tan & Ng, 2006
- Betta gladiator Tan & Ng, 2005
- Betta ideii Tan & Ng, 2006
- Betta macrostoma Regan, 1910
- Betta ocellata de Beaufort, 1933
- Betta pallifina Tan & Ng, 2005
- Betta patoti Weber & de Beaufort, 1922
- Betta unimaculata Popta, 1905

### Waseri-Formenkreis

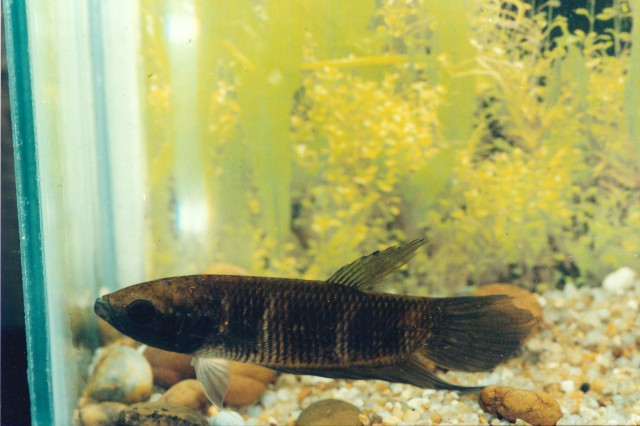
Betta pi

- Betta chloropharynx Kottelat & Ng, 1994
- Betta hipposideros Ng & Kottelat, 1994
- Betta omega Tan & Bin Ahmad, 2018
- Betta pi Tan, 1998
- Betta renata Tan, 1998
- Betta spilotogena Ng & Kottelat, 1994
- Betta tomi Ng & Kottelat, 1994
- Betta waseri Krummenacher, 1986

## Bislang unbeschriebene Betta-Arten
- Betta sp. aff. albimarginata „Malinau“
- Betta sp. aff. pallifina „East Kalimantan“
- Betta sp. aff. smaragdina „Mahachai“
- Betta sp. aff. waseri „Anjungan“
- Betta sp. aff. waseri „Pekan Nanas“
- Betta sp. aff. waseri „Pekanbaru“
- Betta sp. cf. prima „Bung Binh“
- Betta sp. „Bangka“
- Betta sp. „Jantur Gemeruh“
- Betta sp. „Karimata Island“
- Betta sp. „Ketapang“
- Betta sp. „Medas“
- Betta sp. „Sarawak, Semantan“
- Betta sp. „Sinkawang“
- Betta sp. „Southern Thailand“
- Betta sp. „Tayan“